# Jean-Philippe Vandenbrande
Jean-Philippe ("Flup") Vandenbrande (Dworp, 4 december 1955) is een voormalig Belgisch wielrenner.

## Biografie
Zijn grootste overwinning was zijn winst in de vijftiende etappe van de Ronde van Spanje 1978. Nadien behaalde hij vooral ereplaatsen. Zo stond hij onder meer op het podium van de Ronde van Vlaanderen, Parijs-Brussel en het Kampioenschap van Zürich. Na zijn sportcarrière begon hij zijn loopbaan in een fietsenhandel met de naam "Vandenbrande Sport" in Dworp die hij runde tot 2018.

## Belangrijkste overwinningen
1978
- 15e etappe Ronde van Spanje

1979
- Halse Pijl

1981
- 5e etappe Ronde van Duitsland

## Belangrijkste ereplaatsen
1980
- 2de in Kampioenschap van Zürich
- 3de in Parijs-Brussel

1984
- 4de in Ronde van Vlaanderen

1985
- 2de in Parijs-Brussel

1986
- 3de in Ronde van Vlaanderen

1987
- 4de in Parijs-Roubaix

1988
- 2de in de Brabantse Pijl
- 3de in het Belgisch kampioenschap wielrennen

## Resultaten in voornaamste wedstrijden
| Jaar | Ronde van Italië | Ronde van Frankrijk | Ronde van Spanje |
| ---- | ---------------- | ------------------- | ---------------- |
| 1978 |                  |                     | 28e (1)          |
| 1979 |                  |                     |                  |
| 1980 |                  |                     |                  |
| 1981 | 46e              |                     |                  |
| 1982 |                  | 54e                 | 34e              |
| 1983 | 125e             |                     |                  |
| 1984 |                  | 42e                 |                  |
| 1985 |                  | 40e                 |                  |
| 1986 |                  | 58e                 |                  |
| 1987 |                  | 76e                 |                  |
| 1988 |                  | 37e                 |                  |
| 1989 | 51e              | 77e                 |                  |
| 1990 |                  |                     |                  |

| Jaar | Milaan-San Remo | Gent-Wevelgem | Ronde van Vlaanderen | Parijs-Roubaix | Amstel Gold Race | Luik-Bast.‑Luik | Parijs-Brussel | Rund um den Henninger-Turm | Brabantse Pijl |  | WK op de weg |  | Wereldranglijsten |
| ---- | --------------- | ------------- | -------------------- | -------------- | ---------------- | --------------- | -------------- | -------------------------- | -------------- |  | ------------ |  | ----------------- |
| 1978 |                 | 21e           | 39e                  |                |                  |                 | 14e            |                            |                |  |              |  |                   |
| 1979 |                 | 57e           | 21e                  |                | 21e              |                 | 25e            |                            |                |  |              |  |                   |
| 1980 |                 | 28e           |                      |                | 10e              |                 | Brons          | 5e                         | 8e             |  |              |  |                   |
| 1981 | 13e             |               | 23e                  |                | 17e              |                 | 13e            | 6e                         |                |  |              |  |                   |
| 1982 | 34e             |               | 14e                  |                |                  |                 | 23e            |                            |                |  |              |  |                   |
| 1983 |                 |               |                      |                |                  |                 | 10e            |                            |                |  |              |  |                   |
| 1984 | 57e             |               | 4e                   |                | 13e              |                 | 9e             | 11e                        | 4e             |  | 19e          |  |                   |
| 1985 | 20e             | 10e           |                      |                |                  |                 | ↑              | 13e                        |                |  |              |  |                   |
| 1986 | 10e             |               | ↑                    |                |                  | 7e              | 16e            | 6e                         | 17e            |  | 17e          |  |                   |
| 1987 | 17e             | 13e           | 13e                  | 4e             | 12e              | 18e             |                | 20e                        | 7e             |  |              |  |                   |
| 1988 | 17e             |               | 14e                  | 54e            |                  |                 | 18e            | 5e                         | Zilver         |  | 20e          |  | 56e (UWB)         |
| 1989 | 47e             | 54e           | 21e                  | 20e            | 15e              | 20e             | 19e            |                            |                |  |              |  |                   |
| 1990 |                 |               | 110e                 |                |                  | 60e             |                |                            | 8e             |  |              |  |                   |